# 李治學
李治學（1937年—1995年2月13日），臺灣外科醫生，於1992年主持越南第一例腎臟器官移植並教導當地醫師相關技術、在臺灣推行器官捐贈。

## 事蹟
林天祐在臺大醫學院時，師從林天祐。1968年，李治學與李俊仁、陳萬裕、楊思標等人組成腎臟移植小組。1968年5月，小組成功執行亞洲第一個腎臟移植手術。後在1970年代，赴明尼蘇達大學醫學院，研究免疫學。後，他歷任臺大醫院急診部主任、外科部主任，在臺灣醫界以「快刀手」聞名。
陳楷模1990年7月卸任六年一任的臺大醫院外科主任時，李治學獲同事支持接任。
在1980年代，李治學就建議推行捐贈遺體器官。李治學主張死刑犯因觸犯法律被判死刑，可作器官移植，並無違反人道。1990年12月15日，高雄長庚醫院首度完成槍決頭部死刑犯器官捐贈後，李治學即計畫將各大醫院分南三區接受器官捐贈，並推動器官捐贈供需中心。同月22日台北，李治學以臺灣移植醫學會理事長身分主持會議，決定將臺灣有能力進行器官移植的醫院，劃分為北區與南區，輪值接受死刑犯器官捐贈。但死刑犯捐贈器官，遭到歐美等國透過中華民國駐外代表處，轉交給臺大醫院等表達抗議違反人道。後來，李治學認為人體器官取得困難、推行移植器官有限，便研究發展異體器官移植，還親自為第二屆亞洲地區器官移植學會畫蘭花長在竹子的海報來象徵「異體移植」。
越南本估計開始執行腎臟移植手術是1995年。臺大醫院的林芳郁表示，本院早年由李治學教授協助完成越南首例腎臟移植。1992年1月，李治學參加越南第二屆腎臟移植研討會後，6月應邀赴越南主持該國首例活體腎臟移植。李治學在河內協助越德醫院（Viet Duc University Hospital）腎臟移植手術時，越南總理武文傑更親赴手術房探視。該年中，越南腎臟移植委員會派黎中海、蔡明山醫生到臺灣，跟李治學以一年時間學習移植技術。到1993年1月7日，李治學在親手操作或指導下已為越南完成八例腎臟移植。
1995年2月13日凌晨1點20分，李治學突發主動脈剝離，轉送臺大醫院急救至3點30分宣告不治，享年五十九歲。在院方擺設其靈堂時，正好與魏火曜靈堂相對。